# Quechua de Huaraz (dialecto)
El Quechua de Huaraz es un dialecto del quechua de Huailas que se habla en la ciudad de Huaraz, en la Provincia de Huaraz y otras zonas cercanas. Este dialecto se caracteriza por la monoptongación de las sílabas: Aw, ay, iy y uy que se convierten en [o:],[e:],[i:] e [i:] y la presencia de vocales largas.

## Clasificación
El quechua de Huaraz pertenece a la rama Quechua I de la familia de lenguas homónima. Pertenecen a un continuo dialectal extendido en la sierra central peruana desde Áncash por el norte hasta las provincias de Castrovirreyna y Yauyos al sur.

## Fonología
Las sílabas de las lenguas quechuas se componen como mínimo de una vocal como núcleo. Por regla general, aceptan una consonante en posición de ataque y coda (principio y fin de sílaba, respectivamente); no obstante, los préstamos más recientes pueden aceptar hasta dos consonantes en ataque, especialmente con consonantes líquidas. La entonación y la acentuación tienen roles menores.
Se distinguen tres fonemas vocálicos: una vocal abierta /a/ y las cerradas redondeada /u/ no redondeada /i/. El.quechua de Huaraz distinguen dos cantidades vocálicas: vocales cortas y largas /a:/, /i:/, /u:/. La pronunciación precisa de estos fonemas vocálicos varía con su entorno fonético. La vecindad de una consonante uvular produce alófonos más centralizados como [ɑ], [e],  [ɛ], [o],  [ɔ] y la de la semiconsonante palatal /j/ también provoca un adelantamiento de /a/ a [æ]. Se produce la monoptongación de grupos como /aj/, /aw/ y /uj/.
Por otro lado, se registran al menos dos expansiones o adiciones mayores del conjunto de consonantes. Por el contacto prolongado con el castellano, se han incorporado plosivas sonoras como /b/, /d/ y /g/, allí donde el quechua originalmente distinguía entre sonoras y sordas, además de la fricativa retrofleja [ʐ] entre los principales préstamos, como en bindiy (vender), Diyus (Dios) o karru [kaʐu] (carro).
|   | Segmento | Monoptongación                 | Ejemplo  | Ejemplo  | Traducción         |
| ɐ | /aj/     | [eː]                           | /ajwaj/  | [eːweː]  | ir                 |
| ɐ | /aw/     | [oː]                           | /jaw/    | [joː]    | hey                |
| ɪ | /ij/     | [iː] *(en todos los dialectos) | /purij/  | [pʊɾiː]  | andar              |
| ɪ | /ɪː/     | [eː]                           | /pʊriː/  | [pʊɾeː]  | [yo] camino        |
| ʊ | /ʊj/     | [iː]                           | /tiːpʊj/ | [tiːpiː] | latir –el corazón– |
| ʊ | /ʊː/     | [oː]                           | /ʊɾkʊː/  | [ʊɾkoː]  | mi frente          |

|             | Bilabial | Bilabial | Alveolar | Alveolar | Postalveolar | Postalveolar | Retrofleja | Retrofleja | Palatal | Palatal | Velar | Velar | Uvular | Uvular | Glotal | Glotal |
| ----------- | -------- | -------- | -------- | -------- | ------------ | ------------ | ---------- | ---------- | ------- | ------- | ----- | ----- | ------ | ------ | ------ | ------ |
| Nasal       |          | m        |          | n        |              |              |            |            |         | ɲ       |       |       |        |        |        |        |
| Oclusiva    | p        | (b)      | t        | (d)      |              |              |            |            |         |         | k     | (g)   | q      | q      |        |        |
| Continuante | (ɸ~f)    |          | s        |          | ʃ            |              |            | (ʐ)        |         | j       |       | w     | q      | q      | h      |        |
| Africada    |          |          | t͡s*      |          | t͡ʃ*          |              |            |            |         |         |       |       |        |        |        |        |
| Lateral     |          |          |          | l        |              |              |            |            |         | ʎ       |       |       |        |        |        |        |
| Vibrante    |          |          |          | ɾ        |              |              |            |            |         |         |       |       |        |        |        |        |

## Escritura

Quipus incas

Se viene debatiendo sobre el uso de los quipus (kipukuna) y los tocapus (tuqapukuna) como forma de escritura durante el Incanato. El uso de 5 vocales fue largamente usado desde la conquista española, para vocales largas se usaban tildes o diéresis para representarlas. En 1975 durante el gobierno de Juan Velasco Alvarado fue oficializado el Alfabeto Básico Quechua con 5 vocales y 5 vocales largas, en 1985 las vocales e y o y las vocales largas ee y oo fueron eliminadas.
| Escritura antigua | Escritura oficial | Significado               |
| ----------------- | ----------------- | ------------------------- |
| Ömi               | Awmi              | Sí                        |
| Warë              | Waray             | Mañana (siguiente de hoy) |
| Pucutë            | Pukutay           | Nube                      |
| Atok, Atocc       | Atuq              | Zorro                     |
| Chaqui            | Chaki             | Pie                       |

## Gramática
La gramática del Quechua de Huaraz es muy similar a las de las demás lenguas quechuas, especialmente las de la rama Quechua I que le son más próximas.
El Quechua de Huaraz es un modelo de lengua aglutinante, pues forma muchísimas palabras mediante la adhesión de sufijos bastante regulares y delimitados, que le dan alta productividad a un número relativamente reducido de raíces o palabras base; por tanto, se usa abundantemente la flexión y la derivación para formar sus palabras. Tiene una gramática muy regular y similar a la del idioma aimara y la del jaqaru, con los cuales se los quiso emparentar en el pasado. Su gramática resulta muy similar a la de las demás lenguas quechuas.

### Pronombres personales
|               |    | Número |                    |
| SIN           | PL |        |                    |
| P e r s o n a | 1ª | nuqa   | nuqa·n·tsik (INCL) |
| P e r s o n a | 1ª | nuqa   | nuqakuna (EXCL)    |
| P e r s o n a | 2ª | qam    |                    |
| P e r s o n a | 2ª | qam    | qam·kuna           |
| P e r s o n a | 3ª | pay    | pay·kuna           |

|               | Con el hablante | Con el hablante | Sin el hablante       | Sin el hablante       |
| ------------- | --------------- | --------------- | --------------------- | --------------------- |
| Con el oyente | nuqantsik       | nuqantsik       | qam ('tú')            | qam ('tú')            |
| Sin el oyente | nuqa ('yo')     | nuqa ('yo')     | pay ('él, ella, eso') | pay ('él, ella, eso') |